# Булль, Якоб Бреда
Якоб Бреда Булль (норв. Jacob Breda Bull, 28 марта 1853, Рендал, Норвегия — 7 января 1930, Копенгаген, Дания) — норвежский писатель.

## Биография и творчество
Наиболее известен романом Vesleblakken, описывающим народный быт в Эстердалене. Родом из семьи священника, в 1876 году с отличием окончил университет и около года проработал учителем в женской школе в Христиании. С 1878 года стал издателем газеты Dagen («День»), работал как журналист. В 1900—1903 гг. возглавлял Союз норвежских авторов. Известен также литературной обработкой описания путешествия Отто Свердрупа — «Новая земля» (1904). По его романам Glomdalsbruden и Eline Vangen Карл Теодор Дрейер поставил фильм «Невеста Гломдаля» (1926).
Был дважды женат. Отец поэта Олафа Булля (1883—1933). На его родине существует музей писателя.